# Vladimir Lukin
Vladimir Petrovič Lukin (rusky Владимир Петрович Лукин; narozený 13. července 1937, Omsk, Sovětský svaz) je ruský liberální politický aktivista, politik, diplomat a historik, v letech 2004–2014 ombudsman pro lidská práva Ruské federace. Od roku 1996 zastává funkci předsedy Ruského paralympijského výboru.

## Osobní život
Narodil se v roce 1937 v Omsku. Vychovali jej příbuzní, když krátce po narození došlo k zatčeni jeho rodičů v rámci Stalinovy Velké čistky.
V roce 1959 ukončil Leninův státní pedagogický institut v Moskvě, na kterém obdržel doktorát v oboru historie. Následně téměř dvacet let v období 1968–1987 pracoval jako předseda sekce Politiky Dálného východu v Institutu pro Kanadu a Spojené státy Akademie věd SSSR. V letech 1987–1989 pak působil jako ředitel Odboru pro státy Oceánie a Jihovýchodní Asie na ministerstvu zahraničí SSSR.

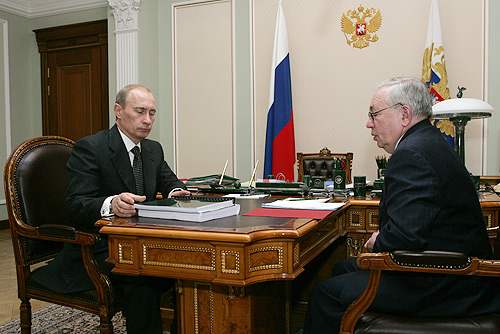
Lukin v kanceláři prezidenta Putina, 13. února 2008

V roce 1993 se stal spoluzakladatelem liberálně-demokratické strany Jabloko. Po rozpadu Sovětského svazu zastával necelé dva roky post druhého ruského velvyslance ve Spojených státech a poté byl místopředsedou Stádní dumy (1999–2003) a předsedou jejího zahraničního výboru (1993–2000).
Dlouhodobě se zabývá rusko-americkým otázkami odzbrojovacího procesu s cílem snížit počet strategických zbraní, je také předsedou panelu Nuclear Threat Initiative a členem ruské rady pro bezpečnost a obrannou politiku – nezávislého sdružení národních bezpečnostních odborníků.
V roce 2003 byl poprvé zvolen do úřadu ombudsmana pro lidská práva. 18. února 2009 jej prezident Dmitrij Medveděv navrhl a Státní duma jej v této funkci schválila na druhé pětileté období.
Vladimir Lukin je ženatý, má dva syny.